# Slag aan de Bolia
De Slag aan de Bolia vond plaats in 469 in de Karpaten tussen een gelegenheidsverbond van voornamelijk Gepiden, aangevuld met Herulen en Skiren, die het opnamen tegen het Ostrogotische leger onder aanvoering van Thiudimir en Vidimir. De slag eindigde in een overwinning van de Ostrogoten. De latere koning van de Ostrogoten Theodorik, zoon van Thiudimir nam deel aan deze slag.

## Achtergrond
Na de instorting van het Hunnenrijk in 454 hadden de Ostrogoten zich gevestigd in Pannonië. Daar vonden voortdurend schermutselingen plaats met andere Germaanse volken als de Skiren, Herulen en Gepiden. Tegelijkertijd arriveerden er nieuwe barbaarse groepen (Avaren, Slaven en Bulgaren) op de Balkan, die het gebied ten oosten van de Donau begonnen te infiltreren.
In 469 raakten de legers van Gepiden, Herulen en Skiren en die van de Ostrogoten met elkaar slaags aan de Bolia, een zijtak van de rivier de Theiss in de Karpaten. Hier leed de zogenaamde Gepiden-Liga een gevoelige nederlaag tegen de Ostrogoten en eindigde daarmee de vijandelijkheden tussen beide volken. Niettemin verliet na de slag het merendeel van de Ostrogotische volk de voormalige Romeinse provincie. Als reden hiervoor wordt wel aangevoerd dat het door de oorlog uitgemergelde land niet langer in staat was om de Ostrogoten te onderhouden.
Onder leiding van Thiudimir bezette een deel van de Ostrogoten in 471 Naissus (Niš) en maakte zich meester van Neder-Moesië. Een andere groep Ostrogoten onder leiding van Vidimir vertrok in 473 naar Italië. Ook de Skiren met de Herulen trokken weg naar Italië en daarmee bleven de Gepiden als enige beduidende macht achter in de Karpaten.